# لشکر ۷۹ زرهی (بریتانیا)
لشکر ۷۹ زرهی بریتانیا (انگلیسی: 79th Armoured Division) لشکر زرهی نیروی زمینی بریتانیا بود، که در سال ۱۹۴۲ تأسیس شد و در سال ۱۹۴۵ منحل گردید.
لشکر ۷۹ زرهی یک لشکر زرهی متخصص ارتش بریتانیا بود که در طول جنگ جهانی دوم ایجاد شد. این لشکر به عنوان بخشی از آماده‌سازی‌ها برای حمله به نرماندی در ۶ ژوئن ۱۹۴۴، روز دی، ایجاد شد.
سرلشکر پرسی هوبارت فرماندهی این لشکر را بر عهده داشت و مسئول توسعه خودروهای زرهی بود که راه‌حل‌هایی برای مشکلات فرود آبی-خاکی در خط ساحلی فرانسه بودند؛ این تانک‌های با ظاهری غیرمعمول که توسط این لشکر توسعه و به کار گرفته شدند، به عنوان "مخفی‌کاری‌های هوبارت" شناخته می‌شدند. آنها شامل تانک‌هایی بودند که شناور بودند، می‌توانستند مین‌ها را پاکسازی کنند، استحکامات را نابود کنند، پل‌ها و جاده‌ها را حمل و نصب کنند. استفاده عملی از این تانک‌های تخصصی در طول فرود در سواحل تأیید شد. خودروهای آن به عنوان واحدهای کوچک در بین لشکرهایی که در فرودها و عملیات‌های بعدی شرکت داشتند، توزیع شدند. این لشکر در طول کارزار شمال غربی اروپا در حال فعالیت باقی ماند و در طول حملات به گروه ارتش ۲۱ و گاهی اوقات به واحدهای آمریکایی خارج از ۲۱، پشتیبانی تخصصی ارائه داد. آنها دوباره در طول گذرگاه‌های راین کاربرد قابل توجهی داشتند.